# Skrupel (længdeenhed)
 For alternative betydninger, se Skrupel. (Se også artikler, som begynder med Skrupel)
En skrupel (1IV) er en længdeenhed svarende til 1/144 tomme (0,18 mm) .
En fod (1') opdeles i 12 tommer (12''), der hver opdeles i 12 linjer (12'''). En linje opdeles igen i 12 skrupler (12IV).
| Enheder | Spire Denne artikel om standarder og måleenheder er en spire som bør udbygges. Du er velkommen til at hjælpe Wikipedia ved at udvide den. |